# Hammer (film)
Pour les articles homonymes, voir Hammer et Hammerhead.
Pour plus de détails, voir Fiche technique et Distribution.
Hammer (Hammerhead) est un film d'action italo-américain réalisé par Enzo G. Castellari et sorti en 1987.

## Synopsis
Arrivé au port pour parler à un ami, Hammer le voit écrasé sous un conteneur après avoir entendu dire par l'un d'eux que les affaires en Jamaïque n'étaient plus aussi bonnes qu'avant.
Remarquant un homme armé qui s'enfuit, Hammer se lance à sa poursuite et, tirant dans la foule, blesse plusieurs personnes. Son supérieur, voyant le désastre, lui fait comprendre qu'il serait bon de prendre 15 jours de vacances et Hammer en profite pour s'envoler vers la Jamaïque, où il retrouve son grand ami José.
Avec lui, le défunt et un quatrième dont on a perdu la trace, ils forment une équipe spéciale appelée Stormriders.

## Fiche technique
- Titre français : Hammer[1]
- Titre original italien : Hammerhead[2]
- Réalisateur : Enzo G. Castellari
- Scénario : Enzo G. Castellari
- Photographie : Sandro Mancori
- Montage : Gianfranco Amicucci
- Musique : Charlie Cannon
- Effets spéciaux : Paolo Ricci
- Production : Enzo G. Castellari
- Société de production : Filmustang
- Pays de production :  Italie -  États-Unis
- Langue originale : italien
- Format : Couleurs - Son Dolby - 35 mm
- Durée : 90 minutes
- Genre : film d'action
- Dates de sortie :
  - Italie : 1987 (visa délivré le 4 juillet 1989[2])

## Distribution
- Daniel Greene (VF : Michel Vigné) : Hammer
- Melonee Rodgers : Marta
- Jorge Gill : José
- Donna Rosea : Julia
- Deanna Lund : DD
- Frank Zagarino : sicario
- Jeff Moldovan : Greg